# Interoperabilidad semántica
La interoperabilidad semántica es la capacidad de los sistemas computacionales para intercambiar datos con un significado inequívoco y compartido. La interoperabilidad semántica es un requisito para habilitar la lógica computable de la máquina, la inferencia, el descubrimiento de conocimiento y la federación de datos entre sistemas de información.
Por lo tanto, la interoperabilidad semántica se refiere no solo al empaquetado de datos (sintaxis), sino a la transmisión simultánea del significado con los datos (semántica). Esto se logra agregando datos sobre los datos (metadatos) y vinculando cada elemento de datos a un vocabulario compartido controlado. El significado de los datos se transmite con los datos en sí, en un "paquete de información" autodescriptivo que es independiente de cualquier sistema de información. Es este vocabulario compartido y sus enlaces asociados a una ontología, el que proporciona la base y la capacidad de interpretación, inferencia y lógica de la máquina. 
La interoperabilidad sintáctica es un requisito previo de la interoperabilidad semántica. La interoperabilidad sintáctica se refiere a los mecanismos de empaquetado y transmisión de datos. En salud, NHL ha estado en uso durante más de treinta años (que es anterior a Internet y la tecnología web) y utiliza el carácter de barra vertical (|) como delimitador de datos. El estándar actual de Internet para el marcado de documentos es XML, que utiliza "<>" como delimitador de datos. Los delimitadores de datos no transmiten ningún significado a los datos, su única función es la de estructurar los datos. Sin un diccionario de datos para traducir el contenido de los delimitadores, los datos no tienen sentido. Si bien hay muchos intentos de crear diccionarios de datos y modelos de información para asociarlos con estos mecanismos de empaquetamiento de datos, ninguno ha sido práctico de implementar. Esto solo ha perpetuado la continua "babelización" de datos y la incapacidad de intercambiar datos con significado. 
Desde la introducción del concepto de Web Semántica por Tim Berners-Lee en 1999, ha habido un creciente interés y aplicación de los estándares W3C (World Wide Web Consortium) para proporcionar capacidades de inferencia, federación e inferencia de datos semánticos a escala web . 

## Semántica en función de la interoperabilidad sintáctica
La interoperabilidad sintáctica, proporcionada por ejemplo por el estándar XML, es un requisito previo para la semántica. Implica un formato de datos común y un protocolo común para estructurar cualquier dato de modo que la forma de procesar la información sea interpretable desde la estructura. También permite la detección de errores sintácticos, lo que permite que los sistemas de recepción soliciten el reenvío de cualquier mensaje que parezca confuso o incompleto. No es posible la comunicación semántica si la sintaxis es confusa o no puede representar los datos. Sin embargo, la información representada en una sintaxis puede en algunos casos traducirse con precisión a una sintaxis diferente. Cuando es posible una traducción precisa de las sintaxis, los sistemas que utilizan diferentes sintaxis también pueden interactuar con precisión. En algunos casos, la capacidad de traducir con precisión la información entre sistemas que utilizan diferentes sintaxis puede limitarse a una dirección, cuando los formalismos utilizados tienen diferentes niveles de expresividad (capacidad de expresar información). 
Una ontología única que contiene representaciones de cada término utilizado en cada aplicación generalmente se considera imposible, debido a la rápida creación de nuevos términos o asignaciones de nuevos significados a términos antiguos. Sin embargo, aunque es imposible anticipar cada concepto que un usuario desee representar en una computadora, existe la posibilidad de encontrar un conjunto finito de representaciones de conceptos "primitivos" que se pueden combinar para crear cualquiera de los conceptos más específicos que los usuarios puede necesitar cualquier conjunto de aplicaciones u ontologías. Tener una ontología fundamental (también llamada ontología superior) que contenga todos esos elementos primitivos proporcionaría una base sólida para la interoperabilidad semántica general y permitiría a los usuarios definir cualquier término nuevo que necesiten utilizando el inventario básico de elementos de ontología, y aún tener esos nuevos términos definidos adecuadamente interpretados por cualquier otro sistema informático que pueda interpretar la ontología fundamental básica. Si el número de tales representaciones de conceptos primitivos es de hecho finito, o se expandirá indefinidamente, es una cuestión bajo investigación activa. Si es finito, entonces una ontología de base estable adecuada para soportar una interoperabilidad semántica precisa y general puede evolucionar después de que una amplia variedad de usuarios haya probado y utilizado alguna ontología fundamental inicial. En la actualidad, ninguna ontología fundamental ha conseguido ser adoptada por una amplia comunidad, por lo que aún está por ver que se acabe implantando una. 